# Новые рубежи (газета)
«Но́вые рубежи́» — еженедельная газета Одинцовского района Московской области. Старейшая газета и официальное издание района.

## Обзор
Учредители «Новых рубежей» — «Наро-Фоминское информационное агентство», «Редакционно-информационный центр Московской области», администрация Одинцовского городского округа. Нынешний издатель — «Одинцовское информационное агентство».
Распространяется по подписке и в розничной торговле в кассах администраций, крупных деловых и торговых центров, банков, предприятий и учреждений; в городах Одинцово, Краснознаменск, Звенигород, Кубинка, Голицыно, в населённых пунктах Одинцовского района.
Выходит один раз в неделю на 24-х полосах по пятницам в полном цвете. Тираж издания составляет 15 000 экземпляров.
Материалы «Новых рубежей» готовятся в тесном сотрудничестве с администрацией Одинцовского района. Большинство рубрик издания описывает жизнь Одинцово. В них рассматриваются вопросы перегруженности дорог, социальные вопросы, связанные с детскими садами, платежами, инфраструктурой, а также приводится перечень праздничных мероприятий, проводимых в районе. Особое внимание уделено жилищно-коммунальному хозяйству. В газете рассказывается о принятых мерах по восстановлению жилых домов, капитальному ремонту школ и детских садов, печатаются графики отключения горячей воды, а также публикуются отчёты о деятельности различных государственных служб.
В «Новых рубежах» выходит рубрика «Читатель-газета-читатель». Жители Одинцовского района направляют в редакцию письма с вопросами и пожеланиями, на которые представители городских властей отвечают через газету. Газета также освещает вопросы здравоохранения, образования, спорта, экономики, культуры и общества, которые будут привлекать внимание жителей Одинцово и его окрестностей.

## История
Первый номер газеты вышел в период с 17 по 21 мая 1921 года. В разные годы районная газета выходила под разными названиями: «Красный луч», «За колхозы», «За большевистские колхозы», «Сталинское слово», «Ленинское знамя», «Знамя Ильича». В 1962 году газета получила современное название «Новые рубежи».
«Новые рубежи» неоднократно становились призёром и лауреатом ежегодного Фестиваля прессы, конкурсов Союза журналистов России и Союза журналистов Подмосковья, в 2007 году лауреатом премии губернатора Московской области «За достижения в области средств массовой информации», в 2014 году газета в шестой раз удостоена Знака отличия «Золотой фонд прессы».
По состоянию на сентябрь 2021 года главным редактором издания является Эльвира Морсикаева, а штат сотрудников состоит из 12 человек.